# Peter Poulsen (skuespiller)
 For alternative betydninger, se Peter Poulsen. (Se også artikler, som begynder med Peter Poulsen)
Peter Valdemar Poulsen (18. november 1905 i Hornbæk – 21. maj 2006) var en dansk skuespiller.
Student fra Birkerød Kostskole og gik på Svend Methlings elevskole 1927-1930.
Optrådte siden på bl.a. Dagmarteatret, Riddersalen, Folketeatret og på provinsturnéer.
Fra midten af 1960'erne trak Peter Poulsen sig mere eller mindre tilbage, men gjorde dog i en sen alder comeback to gange, da han medvirkede i to spillefilm fra 1986 og 1990.
Har været gift med skuespillerinden Inga Schultz. Han var Danmarks ældste skuespiller, indtil han døde den 21. maj 2006 i en alder af 100 år. 

## Filmografi
- Under byens tage – 1938
- Kongen bød – 1938
- Elverhøj – 1939
- En desertør – 1940
- Møllen – 1943
- For frihed og ret – 1949
- Hejrenæs – 1953
- Ullabella – 1961
- Eventyr på Mallorca – 1961
- Flamberede hjerter – 1986
- Sirup (film) – 1990